# Вулиця Страчених Націоналістів
Вулиця Страчених Націоналістів — знаходиться в історичній частині міста Івано-Франківськ, в центрі міста біля ратуші. Простягається від площі Ринок до вул. Леся Курбаса. Одна з найкоротших вулиць міста — 100 м.
Вузька, озеленена та забудована переважно старими «польськими» 2-3 поверховими будинками. В кінці вулиці знаходиться реформістська синагога, навпроти розташована будівля супермаркету електроніки «Фокстрот».

## З історії вулиці
Перша назва вулиці від 1860-х рр. — імені Берка Йоссельовича, частіше іменована просто вулицею Берка. Берк Йоссельович — уродженець невеликого литовського міста, за походженням єврей. Узяв активну участь у повстанні Т. Косцюшка проти росіян у 1794 р.
Був призначений полковником у новостворений полк, з яким захищав Варшаву від суворовських загарбників. Після вторгнення Наполеона з необхідності став офіцером польських військ у складі його армії. Загинув у бою з австрійцями в Західній Галичині в 1809 р., увічнений
у картинах відомого художника Ю. Коссака.

### Історичне походження назви вулиці
14 листопада 1943 року в Станіславському театрі відбулася прем'єра оперети «Шаріка». Близько 17.30 до залу ввійшли гестапівці, агенти і перекрили всі входи і виходи. Чотири поліцаї піднялися на сцену і один з них наказав припинити виставу. Слово до глядачів взяв помічник шефа гестапо Оскар Брандт, який заборонив публіці розмовляти між собою. Коли вороги робили обшуки, то перед задніми рядами знайшли два пістолі і гранати. У коридорі театру пролунали постріли. Одного есесівця було поранено. Людей тримали на перевірці цілу ніч. Гестапо затримало близько 100 осіб. 4-ох осіб скрутили і назвали членами ОУН, 27 осіб засуджено до страти. О 13.30 їх вивели під стіну єврейської синагоги і вбили.

## Пам'ятники і архітектурні споруди
- Темпель — реформістська синагога
- Пам'ятник страченим націоналістам